# Sardar (caballo)
Sardar (en urdu: سردار‎, nacido alrededor de 1952) fue un premiado caballo de salto paquistaní perteneciente a Jacqueline Kennedy Onassis. Se lo regaló en 1962 Muhammad Ayub Khan, el entonces presidente de Pakistán, durante la gira de gira de buena voluntad que Kennedy Onassis realizó cuando era primera dama de los Estados Unidos.
Sardar llegó a la Base de la Fuerza Aérea Andrews en Estados Unidos en abril de 1962, pasó 34 días en cuarentena y luego se instaló en la casa de campo de los Kennedy, Glen Ora, en Middleburg, Virginia.
En sus memorias, Kennedy Onassis llamó a Sardar su «tesoro favorito».

## Pakistán
Sardar nació alrededor de 1952 y se convirtió en un caballo de salto premiado. Un capón castaño, era de color castaño con una mancha de diamante blanco en la mitad de la frente. A la edad de 10 años, el 22 de marzo de 1962, el entonces presidente de Pakistán, Muhammad Ayub Khan, regaló el caballo a la primera dama de los Estados Unidos, entonces conocida como Jacqueline Kennedy. La gira de buena voluntad de Kennedy por India y Pakistán coincidió con la Exposición Anual de Caballos y Ganado de Pakistán. En el espectáculo, Khan escoltó a Kennedy al recinto y al presentarle el caballo dijo: «Mi querida señora Kennedy, en nombre del pueblo de Pakistán, le presento a 'Sardar'. Espero que cada vez que monte en Sardar, recordará con cariño el tiempo que ha pasado en Pakistán», a lo que ella respondió: «Es magnífico». Según Clint Hill, ella «quedó atónita» y «fue amor a primera vista». Ella le dijo «Sr. Hill, Sardar es mío, todo mío. Nadie podrá montarlo excepto yo», y luego pospuso el horario de la mañana siguiente para poder montarlo. En un telegrama a su marido, John F. Kennedy, intentó persuadirlo para que se saltara la cuarentena de 30 días que Sardar tendría que completar al llegar a Estados Unidos.

## Estados Unidos

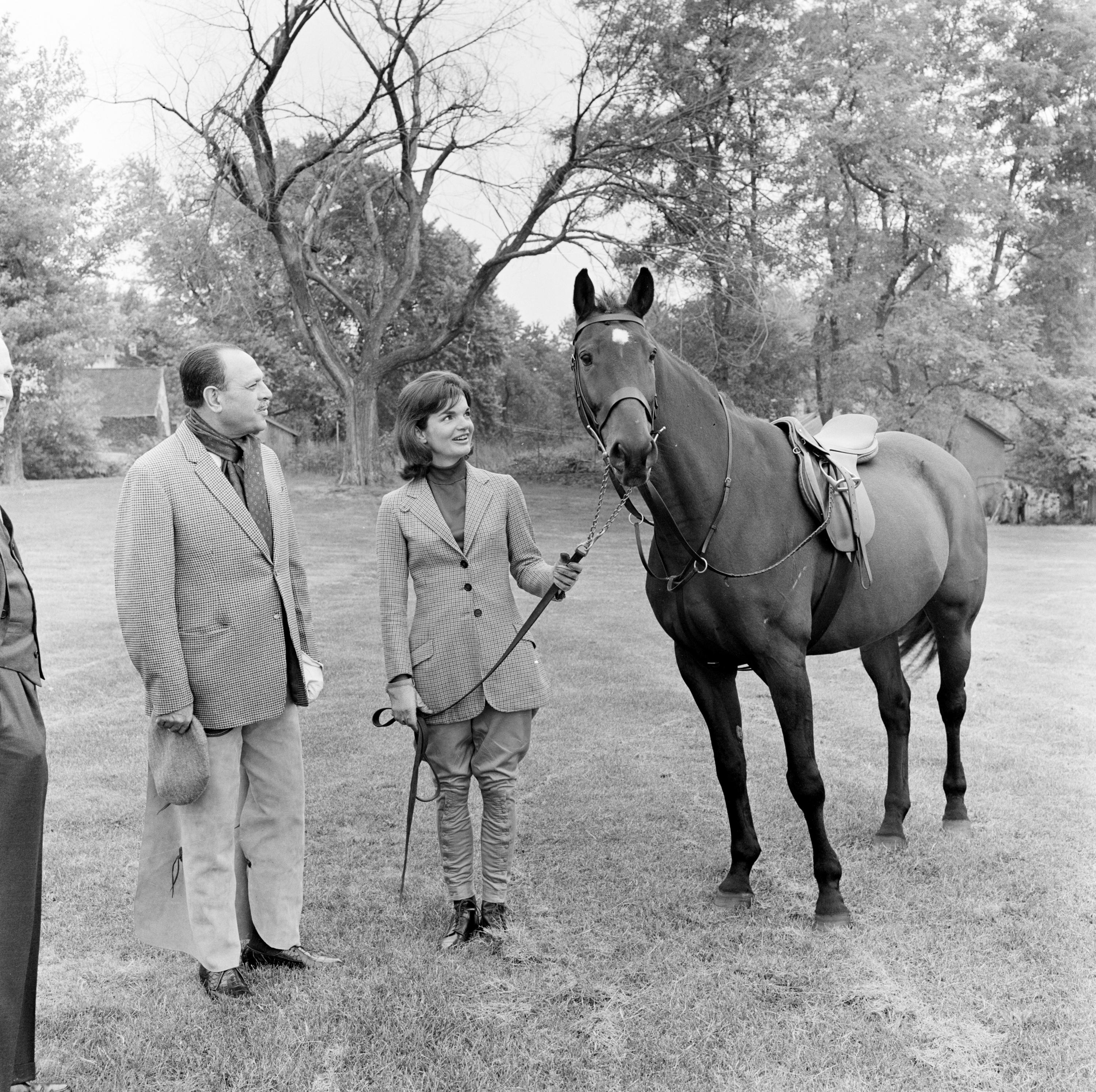
Khan, Kennedy y Sardar en Glen Ora (septiembre de 1962).

En abril de 1962, un par de semanas después del regreso de Kennedy a Estados Unidos, Sardar y su entrenador viajaron a Estados Unidos en el Servicio de Transporte Aéreo Militar, que normalmente realizaba vuelos regulares a Pakistán. Aterrizaron en la Base de la Fuerza Aérea Andrews, Sardar fue puesto en cuarentena durante 34 días en Fort McNair, en las afueras de Washington. En mayo lo llevaron a la casa de campo Kennedy Glen Ora en Middleburg, Virginia. Al negarse el transporte aéreo militar, el congresista republicano Walter L. McVey Jr. se quejó de la influencia de Sardar al viajar en un avión de la Fuerza Aérea, aunque en breve se disculpó con Sardar por sus comentarios.
En septiembre de 1962, Khan visitó a Kennedy en Glen Ora y montó junto a ella y Sardar. En sus memorias, llamó a Sardar su «tesoro favorito». Inicialmente poco interesada en pasar tiempo en el retiro de vacaciones del presidente, Camp David, Kennedy hizo construir establos allí, lo que le permitió mantener y disfrutar de Sardar allí.
Tras la muerte de John F. Kennedy, algunos periódicos informaron que Sardar era el caballo sin jinete que hacía cabriolas detrás del carro de armas en su funeral. Pamela Turnure, secretaria de prensa de Kennedy, dijo brevemente a los periodistas que se había equivocado al nombrar a Sardar como ese caballo, y Pierre Salinger confirmó que en realidad era el caballo del ejército, Black Jack.
Se supone que Sardar pasó el resto de su vida con Kennedy, en la casa de Kennedy, Glen Ora, Virginia, y luego se mudó con ella cuando ella se fue.